# 湖面橋
湖面橋（こめんきょう）は、富山県黒部市の黒部川にある宇奈月ダムの人造湖、うなづき湖に架かる橋梁である。
宇奈月ダムの工事用道路として建設され、ダム完成後は一般道として供用されている。橋は赤色に塗装されている。

## 概要

### 諸元
- 左岸 - 富山県黒部市宇奈月温泉
- 右岸 - 富山県黒部市宇奈月町音澤
- 橋格 - 1等橋 (TL-20)[3][4]
- 形式 - 鋼バスケットハンドル型ニールセンローゼ橋[3][4]
- 橋長 - 185 m[3][4]
  - 支間割 - 183.400 m[3][4]
- アーチライズ - 28.000 m[3][4]
- 幅員[3][4]
  - 総幅員 - 9.000 m
  - 有効幅員 - 8.000 m
  - 車道 - 6.500 m
  - 歩道 - 片側1.500 m
- 床版 - 鉄筋コンクリート[3][4]
- 鋼量 - 1293.4 t[4]
- 施工 - 石川島播磨重工業[注釈 1]、川田工業[5]
- 架設工法 - ケーブルクレーンによるケーブルエレクション斜吊り工法[3][4]
- 事業者 - 建設省北陸地方建設局[注釈 2][6]
- アーチ部分完成 - 1989年（平成元年）9月21日[7]
- 開通 - 1990年（平成2年）8月24日[1]

### 補足
架設地点はV字峡谷のため、ケーブルクレーンによるケーブルエレクション斜吊工法を採用。左右岸とも橋台とトンネルが接近しているため、十分なヤードが確保出来ず、ウインチ等の仮設機械を左岸にまとめ、桁はケーブルクレーン（25 t吊4系統）で河岸から吊り上げた。

## 周辺
- 宇奈月ダム
  - うなづき湖
- 尾の沼体験交流施設 とちの湯